# رضا سعيد
رضا سعيد الأيتوني (1876- 1946 م)، طبيب سوري من دمشق، كان جرَّاحًا للعيون ومصلحًا تعليميًا رائدًا في أوائل القرن العشرين في سورية. بعد الحرب العالمية الأولى، أعاد كلية الطب العربي إلى دمشق، ليصبح أولَ عميد لها، وربطها بالمستشفى الوطني. أسَّس الدكتور رضا سعيد جامعة دمشق في عام 1923، ليكون أولَ رئيس لها، وعُيِّن وزيرًا للمعارف ما بين 1924-1925.

## ولادته ونشأته
ولِد رضا سعيد في دمشق ودرس في مدارسها الحكومية ثم في الكلية الطبية العسكرية في إسطنبول، وتخرَّج عام 1902. درَّس طب العيون وعمل جرَّاحًا في إسطنبول ثم في مستشفى أوتيل ديو في باريس، ومع بداية الحرب العالمية الأولى عام 1914، أصبح مديرًا للدائرة الطبية في الخط الحديدي الحجازي.

## تعريب معهد الطب
بعد انتهاء الحرب العالمية الأولى وسحب القوات العثمانية من دمشق، شُكلت حكومة عربية برئاسة الأمير فيصل بن الحسين، نجل الشريف حسين بن علي، قائد الثورة العربية الكبرى ضد العثمانيين. التقى الأمير بوفد من الأطباء السوريين، اللذين طلبوا منه إعادة فتح معهد الطب العثماني في حي البرامكة، الذي كان قد أقفل بسبب ظروف الحرب. وافق فيصل على طلبهم، وأمر بإعادة فتح المعهد في 23 كانون الثاني 1919، بعد تغير اسمه ليصبح معهد الطب العربي. وشكلت لجنة مصغرة من الأطباء المرموقين، هدفها تعريب المناهج وتحويلها من اللغة التركية إلى العربية. ترأس رضا سعيد هذه اللجنة، التي ضمّت عبد الرحمن الشهبندر خريج الجامعة الأميركية في بيروت، والدكتور أحمد منيف العائدي، خريج معهد الطب العثماني في إسطنبول، والدكتور مرشد خاطر، خريج الجامعة اليسوعية في بيروت، والدكتور عبد القادر زهرة، أحد أطباء الشريف حسين، والدكتور محمود حمودة، وهو من الأطباء الدمشقيين البارزين في الحجاز.

## عمادة معهد الطب
عُين رضا سعيد عميدًا لمعهد الطب العربي وكلف الحقوقي الفلسطيني عبد اللطيف صلاح بعمادة معهد الحقوق، الذي فتح أبوابه للطلاب السوريين في أيلول 1919، أي بعد سنة من جلاء القوات العثمانية عن دمشق. يوم توليه العمادة بحث الدكتور رضا سعيد عن أطباء محليين لملئ الفراغ في الكادر التعليمي، نظراً لسفر جميع الأطباء الأتراك فجاء بالدكتور مصطفى شوقي (الذي أصبح لاحقاً عميداً لكلية الطب) وعُينه مدرساً للأنسجة والتشريح، وكلّف صديقه الدكتور أحمد منيف العائدي بتدريس مادتي طب الأطفال والفيزيولوجيا، وأوكل إلى مرشد خاطر مادة عِلم الأمراض. أمّا الدكتور سامي الساطي (الذي أصبح أيضاً عميداً للكلية بعد سنوات) فقد قام بتدريس الطب الباطني، والدكتور إبراهيم الساطي أصبح مختصاً بالأمراض النسائية، وقام الدكتور جميل الخاني، خريج معهد الطب العثماني، بتدريس الأمراض الجلدية، في الوقت الذي عمل كل من الأستاذة عبد الوهاب القنواتي وشوكت الجراح على النهوض بقسم الكيمياء. ودرَّس الدكتور ميشيل شمندي مادة طب الأعشاب، كما درّس الطبيب أحمد حمدي الخياط، خريج معهد لويس باستور الفرنسي، عِلم الأحياء المجهري.

## النظام الأساسي للمعهد

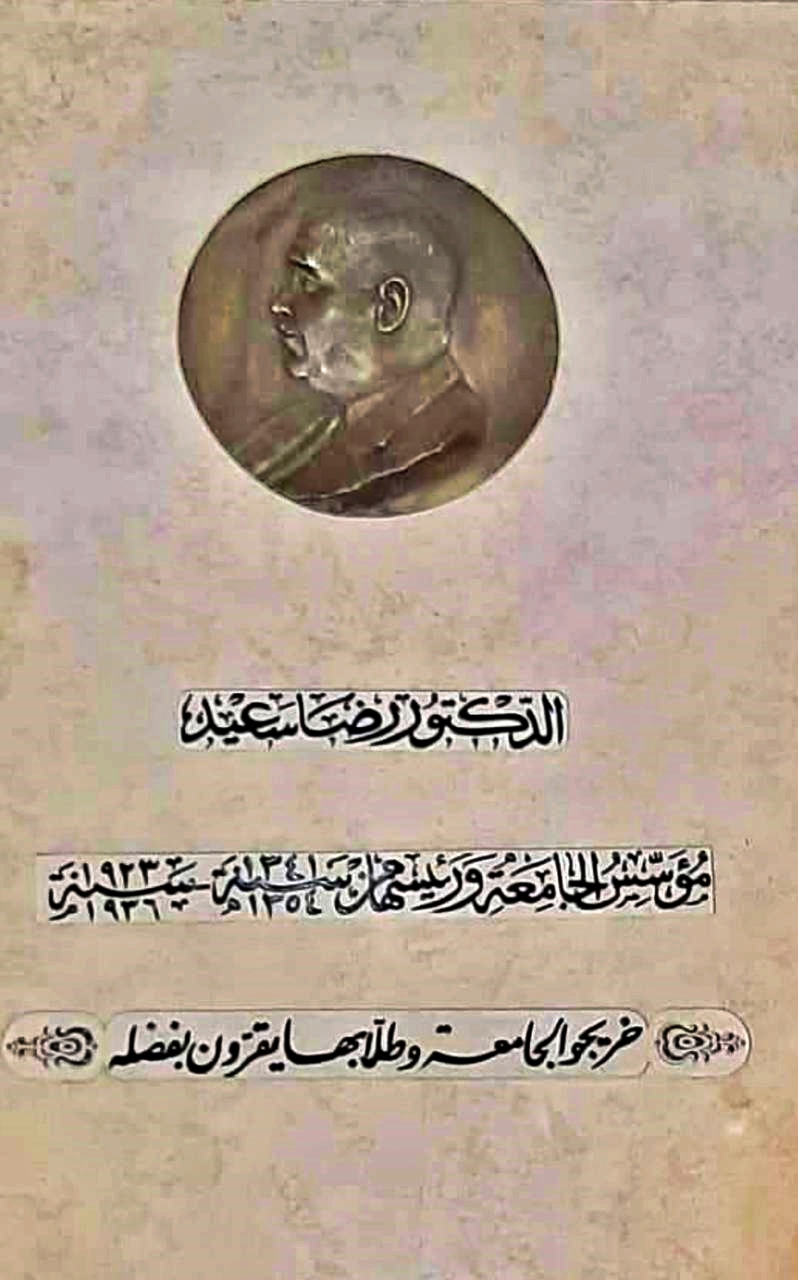

صدرت التعليمات التنفيذية وقوانين معهد الطب عام 1920، بتوقيع رضا سعيد نصّ القانون على أنّ لأي طالب حامل شهادة ثانوية رسمية من المدارس العثمانية حق الالتحاق بالمعاهد السورية من دون امتحان قبول، ومن لا يملك شهادة عثمانية مُعترف بها، فعليه التقدم لامتحان شفهي وكتابي، وعليه اختيار لغةً أجنبية ليمتحن بها، إمّا الفرنسية أو الإنكليزية. ولديه حق اختيار مواده العلمية، إما الجبر أو الكيمياء أو علم المثلثات أو الأحياء، وكذلك الأدبية، بين التاريخ والجغرافيا. ولا يحق لأي طالب لم يتجاوز السابعة عشرة من عمره التقدم إلى معهد الطب العربي، وعلى جميع الطلاب إبراز شهادة صحية تثبت أنهم لا يعانون من أي مرض مزمن، جسدياً كان أو عقلياً، وعليهم أخذ لقاح ضد مرض الجدري، كما كان عليهم جلب ورقة حسن سلوك من مختار الحي الذي يقيمون فيه.
منع القانون طلاب المعهد من دراسة فرعين علميين في الوقت ذاته، وكان عليهم الاختيار بين الطب أو الحقوق. ودخل النظام تفاصيل الحياة اليومية للطلاب والمدرسين، فكان التأخير مثلاً ممنوع، ولم يسمح لطالب بدخول قاعة المحاضرات بعد مرور خمس دقائق على بدء المحاضرة، كما لم يحق للمدرس أن يتأخر أكثر من عشرة دقائق إلاّ في حال وجود عذر رسمي وكانت الأعذار المطلوبة من الطلاب والأساتذة في حال التأخير تقدم خطياً إلى لجنة يترأسها عميد المعهد.
وأبقت كلية الطب على برنامجها القديم، بخمس سنوات للتخصصات العلمية أمّا عن رسم التسجيل، فقد حدده رضا سعيد بثلاثة دنانير سورية، وقسط الفصل العلمي بتسعة دنانير تدفع على ثلاث مراحل والذي يتغيب عن الامتحان يجب أن يقدم عذراً رسمياً، وعليه دفع ستة دنانير تأخير لخزينة المعهد وعند التخرج، كان على الطالب تسديد عشر دنانير للحصول على الشهادة الجامعية وفي العام الأول بعد خروج الأتراك، سجل 21 طالباً جديداً في كلية الحقوق ووصل عدد طلاب كلية الطب إلى أربعين.

## معركة الاعتراف بالشهادة
في تموز 1920، سقط العهد الفيصلي في سورية، وتم استبداله بنظام الانتداب الفرنسي الذي دام حتى عام 1946. أولى القرارات الفرنسية كانت محاولة إغلاق معهد الطب العربي، بحجة أن لا داعي له لوجود معاهد مماثلة في بيروت، ولكن رضا سعيد قاد مقاومة شرسة ضد هذا القرار، ومفاوضات شاقة مع المفوض السامي هنري غورو، الذي كان يريد الإستيلاء على المعهد لصالح حكومة الانتداب. نجحت مساعية ولكن تحدياته لم تتنتهي، فبعد معركة الإستمرار كانت معركة الاعتراف بشهادة الطب. الحكومة الفرنسية المنتدبة اعترفت بها على الفور، وقبلت عدداً من طلابها المتفوقين في باريس لإكمال اختصاصاتهم، مثل الدكتور حسني سبح الذي وصل العاصمة الفرنسية عام 1924، وأنسطاس شاهين الذي التحق بجامعة السوربون، وأحمد شوكت الشطي الذي قُبل في جامعة مونبيلييه.
ولكن السلطة البريطانية الحاكمة في كل من فلسطين والعراق ومصر رفضت الاعتراف بهذه الشهادة، اولاً لتخوف الأطباء العراقيين والفلسطينيين والمصريين من مهارة وسمعة نظرائهم السوريين، اللذين شكلو تهديداً حقيقياً لهم في سوق العمل، وثانياً بسبب نشاط الطلاب السوريين المعروفين في مناهضة الإستعمار الأوروبي في بلادهم. ففي عهد رضا سعيد، خرجت مظاهرات طلابية ضد زيارة وزير الخارجية البريطاني آرثر جيمس بلفور إلى دمشق عام 1925، ومنعته من قضاء ليلة واحدة في سورية، ومظاهرة أخرى خرجت احتفالاً بمقتل أحد المستوطتنين الصهاينة في مدينة الخليل، في أيلول 1929، ترأسها طالب الحقوق سهيل فارس الخوري. رفض رضا سعيد معاقبة الطلاب أو فصلهم.
وفي زمنه أيضاً، أقيم عرض مسرحي في الحرم الجامعي، للأديب المصري مصطفى لطفي المنفلوطي، فيه نقد لاذع للإنكليز. جاء ردهم برفض الاعتراف بشهادة دمشق، الذي لم تعترف بها بريطانية إلا بعد خروج رضا سعيد من منصبه عام 1936، وكان ذلك بواسطة قام بها الدكتور عبد الرحمن الشهبندر مع رئيس وزراء مصر في حينها مصطفى النحاس باشا.

## رئاسة الجامعة السورية
في حزيران 1923، أصدر المندوب السامي الفرنسي ماكسيم ويغان قراراً بدمج كليتي الحقوق والطب في مؤسسة تعليمية جديدة يكون اسمها الجامعة السورية، والتي حافظت على هذا الاسم حتى قيام جمهورية الوحدة مع مصر عام 1958، ليصبح اسمها جامعة دمشق. فقدت الجامعة بموجب القانون الجديد، الاستقلالية الإدارية التي نعمت بها منذ عام 1919، وأصبحت منذ هذا التاريخ تابعة رسمياً لوزارة المعارف السورية. نصّ القانون الجديد على أن يتم انتخاب رئيس الجامعة من عمداء كليتي الطب والحقوق ومجمع اللغة العربية التابع لوزارة المعارف، وأن تكون مدّة الرئاسة عاماً واحداً فقط يجدَّد بالإجماع. كما نص القانون على أن يصادق رئيس الدولة على هذه الانتخابات وأن يعين رئيس الجامعة بمرسوم. جرت الانتخابات الأولى برعاية فرنسية بين عميد كلية الطب رضا سعيد وعميد كلية الحقوق الأستاذ عبد القادر العظم ورئيس المجمع العلاّمة محمّد كرد علي. فاز رضا سعيد بالرئاسة، وحافظ على منصبه من عام 1923 وحتى 1936.

## إنجازاته
في الأول من تموز عام 1929، افتتح رضا سعيد المدرج الكبير في الجامعة السورية، وبعد عامين دشن مطبعة الجامعة الرسمية لإصدار المجلة الطبية ومجلات علمية أخرى، كما قام بتوسعة مكتبة الجامعة لتصل إلى 4500 كتاب عالمي باللغات العربية والفرنسية والإنكليزية، وبدأ بتشجيع المواهب الفنية والرياضية لدى الطلاب. وعندما بدأ الطلاب لعب كرة المضرب مثلاً، أمر رئيس الجامعة بتخصيص مبلغ 100 ليرة سورية لدعم نشاطهم. في العام الدراسي 1930-1931، تم تسجيل 81 طالباً جديداً في الجامعة السورية، سبعة منهم من الدمشقيات، أبرزهن لويس ماهر، التي تخرجت من كلية الطب وظهرت في صورة تذكارية مع رضا سعيد وأعضاء الهيئة التدريسية وهي بكامل أناقتها من دون أي تمييز عنصري لها عن رفاقها الذكور أو من الأساتذة.

## وزيرًا للمعارف
نظراً لسمعته الطيبة بين الناس وماضيه العلمي والوطني عُين رضا سعيد وزيراً للمعارف يوم 10 كانون الأول عام 1924، في المراحل الأخيرة من ما عرف يومها بالاتحاد السوري الفيدرالي، الذي كان يجمع بين دويلات دمشق وحلب واللاذقية، وكان برئاسة أحد الوجهاء من مدينة أنطاكيا السورية، صبحي بركات. بعد توليه المنصب بأيام معدودة، تم حل الاتحاد واستبداله بنظام الدولة السورية، الذي جمع بين الويلات الثلاث يوم 1 كانون الثاني عام 1925. جمع رضا سعيد بين مهامه في وزارة المعارف ورئاسته للجامعة السورية وعمادته لكلية الطب، ولكن فترته الحكومية لم تكن موفقة، بالمقارنة مع عمله الأكاديمي، بسبب اندلاع نيران الثورة السورية الكبرى، في صيف العام 1925.

## العدوان الفرنسي
في أثناء تولي رضا سعيد في المنصب، قصف الفرنسيون مدينة دمشق يوم 18 تشرين الأول عام 1925، وأحرقوا أسواقها التاريخية مثل سوق الحمديدية والبزورية، ودمّروا قصر العظم. أمر رضا سعيد بإغلاق المدارس خلال العدوان الوحشي، ولكنه رفض إغلاق أبواب الجامعة، حتى مع ازدياد مظاهرات الطلاب الرافضين لحكم فرنسا في سورية، قائلاً: «كلما تعلمتم أكثر، خافوا منكم أكثر، اذهبوا إلى دروسكم، وتفوقوا بها، وذلك بحد ذاته تحدياً لفرنسا ومشاريعها في بلادنا.»

## أسرته
اشتهر ابنه وفيق رضا سعيد - بعد وفاة أبيه - في عالم المصارف والأعمال، وحقق نجاحاً كبيراً في السعودية وبريطانيا، كما مول ترميم الجامعة السورية وأسس قاعة علمية فيها للمحاضرات حملت اسم أبيه، «قاعة رضا سعيد.» وتسلّم أحد أحفاد رضا سعيد، واسمه رضا سعيد أيضًا، وزارة الصحة السورية عام 2007.

## تكريمه
- وسام الاستحقاق العثماني.
- الوسام المجيدي، وسام الحرب العثمانية.
- وسام التاج الحديدي من حكومة النمسا.
- وسام باريس في جوقة الشرف الفرنسي.
- وسام كوماندور.
- وسام المعارف المصري.
- وسام الصليب الأحمر.
- وسام الاستحقاق السوري من الدرجة الممتازة.

## تقاعده ووفاته
بقي رضا سعيد في منصبه الحكومي حتى تاريخ 21 كانون الأول 1925، أي سنة كاملة، أكمل بعدها عمله في الجامعة حتى عام 1936، ليتقاعد من بعدها. ثم غاب عن المشهد العام، حتى وافته المنية في دمشق عام 1946، قبل خروج المحتل الفرنسي بأشهر معدودة.